# Mogurnda furva
The black mogurnda (Mogurnda furva) là một loài cá thuộc họ Cá bống đen. Nó là loài đặc hữu của Papua New Guinea. Môi trường sống tự nhiên của chúng là hồ nước ngọt.